# Quần đảo Kai
Quần đảo Kai (cũng gọi là quần đảo Kei) nằm ở phía đông nam của quần đảo Maluku thuộc tỉnh Maluku của Indonesia. Các cư dân bản địa gọi quần đảo của mình là Nuhu Evav (quần đảo Evav) hay Tanat Evav (vùng đất Evav), song người dân các đảo lân cận gọi quần đảo là Kei. "Kai" thực ra là chính tả từ thời thực dân Hà Lan. Quần đảo nằm ở rìa của biển Banda, ở phía nam của bán đảo Đầu Chim của New Guinea, ở phía tây của quần đảo Aru, và ở phía đông bắc của quần đảo Tanimbar. Một nhóm đảo nhỏ gọi là quần đảo Tayandu (hay Tahayad) nằm ngay ở phía tây.
Quần đảo Kei bao gồm nhiều hòn đảo như: 
- Kai Besar hay Nuhu Yuut hay Nusteen (Kei Lớn)
- Kai Kecil hay Nuhu Roa hay Nusyanat (Kei Nhỏ)
- Tanimbar Kei hay Tnebar Evav
- Kei Dulah hay Du
- Dulah Laut hay Du Roa
- Kuur
- Taam
- Quần đảo Tayandu (Tahayad).

Tổng diện tích của quần đảo Kei là 1438 km² (555 sq mi).
Kei Besar có địa hình đồi núi và rừng cây rậm rạp.
Kei Kecil có dân số lớn nhất và địa hình bằng phẳng. Thật ra là một rạn san hô nổi lên.
Thủ phủ của quần đảo là Tual, hầu hết cư dân là tín đồ Hồi giáo. Langgur lân cận là trung tâm của các Ki-tô hữu.
Quần đảo Kei là một phần của Wallacea, một nhóm các đảo của Indonesia bị tách biệt bởi các vùng nước sâu cả với thềm lục địa châu Á và châu Úc, và chưa từng được kết nối bằng cầu lục địa với hai đại lục này. Do vậy, quần đảo Kei có một vài loài động vật có vú bản địa và là một phần của hệ sinh thái rừng rụng lá ẩm quần đảo biển Banda.